# Oxalis linearis
Oxalis linearis là một loài thực vật có hoa trong họ Chua me đất. Loài này được Jacq. mô tả khoa học đầu tiên năm 1794.